# Saint-Magne-de-Castillon
 Saint-Magne-de-Castillon  là một xã thuộc tỉnh Gironde trong vùng Aquitaine tây nam nước Pháp. Xã này nằm ở khu vực có độ cao trung bình 21 mét trên mực nước biển.